# Вівчарик світлохвостий
Вівча́рик світлохвостий (Phylloscopus ogilviegranti) — вид горобцеподібних птахів родини вівчарикових (Phylloscopidae).

## Назва
Вид названо на честь британського орнітолога Вільяма Роберта Огілві-Гранта (1863—1924).

## Поширення
Цей вид має великий ареал, що поширюється на південний схід Китаю, В'єтнам, Лаос, Камбоджу, Таїланд і, можливо, північний схід М'янми. Його природним середовищем існування є ліси помірного поясу, субтропічні або тропічні вологі рівнинні ліси та субтропічні або тропічні вологі гірські ліси.